# John Dewar Cormack

General J. D. Cormack

John Dewar Cormack (* 15. Mai 1870 in Dumbarton; † 30. November 1935 in Glasgow) war ein schottischer Ingenieur, Hochschullehrer und militärischer Führer. Cormack lehrte an der University of Glasgow von 1913 bis 1935 als Regius Professor of Civil Engineering and Mechanics. Während des Ersten Weltkriegs, war er in wichtigen Führungsrollen in den jungen Luftstreitkräften Großbritanniens tätig.

## Leben
Cormack wurde 1870 als zweiter Sohn von Alexander Cormack, dem Leiter der Dumbarton Academy geboren. Er studierte ab 1886 an der University of Glasgow und schloss 1892 sein Studium der Ingenieurwissenschaften mit Auszeichnung als Bachelor of Science (B. Sc.). ab. Seine praktischen Übungen hatte er überwiegend in den Laboren von William Thomson, besser bekannt als Lord Kelvin, erhalten und besuchte auch den speziellen Kurs von Archibald Barr.
Nach dem Studium übernahm er 1892 eine Dozentenstelle für Elektrotechnik am Yorkshire College, der heutigen University of Leeds. Später kamen auch Zusatzvorlesungen in technischer Mechanik hinzu. 1896 kehrte er zurück nach Glasgow und assistierte dem amtierenden Regius Professor, Archibald Barr. Während dieser Zeit war er wie auch Barr am Bau und der Einrichtung des James-Watt-Engineering-Buildings befasst.
1901 übernahm er die Professur für Mechanical Engineering (Maschinenbau) am University College London. In London engagierte sich Cormack intensiv mit den Belangen der Universität und nahm Einfluss auf die Prüfungen.
Als sich Barr 1913 von der Professur zurückzog, wurde Cormack auf den Lehrstuhl berufen. Den Lehrstuhl würde er bis zu seinem Tod, 1935, behalten. Cormack wurde als außergewöhnlich fähiger Dozent und Lehrer und auch wegen seiner Leistungen als Rugby-Spieler und Golfer in den akademischen Kreisen begrüßt. Mit dem beginnenden Ersten Weltkrieg stellte Cormack seine Fähigkeiten in den Dienst der Nation. Er begann als Chief of Contracts Officer, dann als Officer of Military Aeronautics, Director of Aircraft Supply and Equipment, und schließlich als Assistant Controller of the Aeronautical Department. 1917 bis 1919 verbrachte er als Mitglied der britischen Militärmission in den Vereinigten Staaten.
Für seine Leistungen während des Ersten Weltkriegs wurde Cormack 1917 zum Compangnion of the Order of St Michael and St George (CMG) ernannt und 1919 zum Commander of the British Empire (C.B.E.). Die französische Regierung ernannte ihn 1917 zum Mitglied der Ehrenlegion. Militärisch wurde er als Ehren-Brigadegeneral der Royal Air Force und Ehren-Group-Captain geehrt.
1932 wurde Cormack zum Präsidenten der Institution of Engineers and Shipbuilders in Scotland gewählt und folgte so den früheren Regius Professoren Rankine, Thomson und Barr auch in diesem Amt nach. Er verließ das Amt nur zwei Monate vor seinem unerwarteten Tod.  Zu Ehren Cormacks benannte die University of Glasgow eine Professur nach ihm, den Cormack Chair of Civil Engineering. Cormacks Nachfolger in der Professur wurde Gilbert Cook.